# Régions de la Méditerranée
Les régions de la Méditerranée sont un espace décrit par la Commission européenne dans le rapport Coopération pour l’aménagement du territoire européen - Europe 2000 Plus. 
Le découpage adopté par la Commission dans ce rapport est une simple hypothèse de travail visant à faciliter les analyses et à mettre en évidence les dynamiques transnationales. La Commission ajoute, par ailleurs, que ce découpage ne vise pas à créer de « nouvelles super-régions européennes ».

## Définition
Les régions de la Méditerranée se subdivisent en deux espaces propres : l'arc latin et la Méditerranée centrale.

### Arc latin
Cet arc regroupe les régions continentales de l’Espagne, de la France et de l'Italie qui, depuis l'Andalousie jusqu'au Latium, bordent la Méditerranée.

### Méditerranée centrale
Cet espace regroupe les régions du Mezzogiorno et les régions grecques.

## Caractéristiques communes
Les caractéristiques communes de ces régions sont :
- une base culturelle méditerranéenne,
- un espace fragmenté parsemé de grands centres urbains : cette fragmentation est due à la présence de la mer et de la montagne qui entraine une disparité du développement.
- un environnement fragile,
- un clivage entre le littoral et les régions de l’arrière-pays,
- et une démographie en hausse.

## Sources

## Compléments